# Habanero paprika
Habanero paprika (lat. Capsicum chinense) varijetet paprike Capsicum chinense, jedna je od najljućih na svijetu.

## Opis
Habanero, je vrsta čili papričice Capsicum chinense, koja se uzgaja zbog jestivog ljutog ploda koji je jedna od najljućih čili papričica na svijetu. Nezreli habanerosi su zeleni. Paprike mijenjaju boju dok sazrijevaju. Zelene i bijele mahune blaže su od narančastih, a najljuće su crne ili “čokoladne” i “Red Savina”.
Španjolski naziv habanero znači "iz Havane", a Španjolci su se vjerojatno prvi put susreli s tom sortom na Kubi. Genetske studije biljaka pokazuju da je možda potjecao iz nizinskog Perua i da se odande proširio trgovinom; arheološko iskapanje u meksičkoj dolini otkrilo je ostatke habanera uzgojenog prije više tisuća godina. Osnovna jela majanske kuhinje, danas se komercijalno uzgaja na farmama na meksičkom poluotoku Yucatán. Također se uzgaja diljem Srednje Amerike i na mnogim karipskim otocima. Habanero je popularan u Australiji i Italiji; u Italiji se kombinira s maslinovim uljem i prodaje kao “Nettare di Habanero” ili "Habanero Nektar".
Mnogo godina nakon razvoja Scovilleove ljestvice, mjere intenziteta čilija u Scovilleovim toplinskim jedinicama (SHU), “narančasti habanero” smatran je najljućom papričicom na svijetu, s rasponom od 100 000 do 350 000 SHU. Usporedbe radi, zelena paprika ima vrijednost 0 SHU, dok se poblano s 1000–2000 SHU i jalapeñs s 2500–8000 SHU karakteriziraju kao blago do blago ljute. “Narančasti habanero” smatra se vrlo ljutim, ali druge sorte habanera mogu biti još ljući — uključujući “čokoladni habanero” (na 300 000–500 000 SHU), Red Savinu (na 250.000–577.000 SHU) i “ghost papriku”, zvanu i Bhut Jolokia (jedna od najljućih papričica u svijetu). svijetu, na 1 000 000 SHU). Druge vrste čilija još su ljući. “Carolina Reaper”, na primjer, može registrirati do 2,2 milijuna SHU.
Poznavatelji čilija cijene te ljute papričice, ali habanero se smatra boljim od njih zbog svoje suptilne cvjetne arome ili arome nalik na marelicu; njegova raznolikost okusa, uključujući naznake dima i citrusa te blagu slatkoću; i njegova ugodna svestranost, uključujući upotrebu u ljutim umacima i salsama koje nije previše bolno jesti. Habanero se posebno dobro slaže s tropskim voćem kao što su mango, ananas i papaja, što pomaže u suzbijanju njegove intenzivnosti, a često se koristi u začinima u bocama koji kombiniraju njegove okuse sa svime, od octa do mrkve. Čili se čak dodaje u koktele i druga pića. Treba biti jako oprezan pri rukovanju habanerosima i njihovim sjemenkama; neki kuhari njima rukuju samo u rukavicama.
U kliničkim studijama, kapsaicin, dominantan spoj koji doprinosi pikantnosti habanerosa i drugih čilija, pokazao je usporavanje proliferacije stanica raka prostate; niže razine kolesterola i krvnog tlaka; kontrolirati hipertenziju, pretilost i gastrointestinalne poremećaje; i suzbijanje učinaka depresije i drugih poremećaja raspoloženja. Osim toga, kreme i gelovi s kapsaicinom korišteni su za liječenje migrena, artritisa, bolova u mišićima i dijabetičke neuropatije. Nije iznenađujuće da je osjećaj peckanja na mjestu primjene uobičajena, iako općenito blaga i privremena, nuspojava lokalnog liječenja kapsaicinom.

## Uzgoj
Uspijeva u toploj klimi, ali previše sunca može oštetiti lišće. Napreduje u područjima s mnogo sunca i pH-kiselosti tla od 5 do 6. Prekomjerno zalijevanje nije poželjno.
Habanero paprike lako mogu rasti u stakleniku. Uz pravilnu njegu ista biljka može rađati više godina. Najviše joj odgovaraju tropski i suptropski uvjeti. Ako se uzgaja u Europi, nije tako vatrena kao u područjima s toplijom klimom.